# Senza Fine
Senza Fine (literalmente "Sem fim", em italiano) é uma canção escrita pelo cantor-compositor italiano Gino Paoli, inspirada e com colaboração de sua colega Ornella Vanoni, a sua primeira intérprete. A canção foi lançada como single em setembro de 1961.